# 백년 전쟁
백년 전쟁(영어: the Hundred Years' War, 프랑스어: la guerre de Cent Ans)은 1337년부터 1453년까지 116년이라는 기간 동안 잉글랜드 왕국의 플랜태저넷 가와 프랑스 왕국의 발루아 가 사이에 프랑스 왕위 계승 문제를 놓고 일어난 일련의 분쟁들을 총체적으로 부르는 이름이다. 플랜태저넷 가와 발루아 가 양측 모두 여러 동맹자들을 전쟁에 끌어들였다. 중세 유럽에서 가장 유명한 전쟁 중 하나로, 서유럽에서 가장 넓은 땅의 왕위를 두고 두 왕조가 5대 117년에 걸쳐 싸운 장대한 전쟁이다. 기사의 최고 전성기이자 동시에 기사계급의 쇠퇴가 시작된 시기이며, 잉글랜드와 프랑스 양국 모두 전쟁으로 인해 강고한 국민정체성이 싹트이게 됐다.
1066년, 노르만인의 잉글랜드 정복 이래로 잉글랜드 국왕은 프랑스 땅에 보유한 영지에 대하여 프랑스 국왕의 명목상 제후였다. 프랑스의 역대 국왕들은 수 백년에 걸쳐 잉글랜드 국왕의 영지를 빼앗아 왔으며, 백년전쟁 당시 즈음에는 잉글랜드 국왕이 실효지배하던 땅은 가스코뉴 정도밖에 없었다. 프랑스 입장에서 이 땅을 흡수하여 잉글랜드 세력을 유럽 대륙에서 완전히 축출하려 시도하는 것은 곧 잉글랜드의 국력을 시험해 보는 것이었고, 잉글랜드가 프랑스의 동맹국 스코틀랜드와 전쟁 중일 때면 언제나 그 시도를 실행으로 옮기려 했다.
잉글랜드 국왕 에드워드 3세의 어머니는 프랑스 국왕 필리프 4세의 딸 이사벨라로, 에드워드 3세는 프랑스 카페 본가의 마지막 왕인 샤를 4세와 숙질관계였다. 1316년 프랑스에 살리카법이 도입되면서 여성의 왕위 계승이 금지되었다. 1328년 샤를 4세가 죽자 여성으로서 프랑스 왕위를 요구할 수 없게 된 이사벨라는 대신 자기 아들 에드워드의 왕위 계승을 주장했다. 프랑스 측에서는 이사벨라가 자신에게 애초에 주어지지 않은 왕위계승권을 그 아들에게 양도할 수 없다는 근거로 그 주장을 무시했다. 이후 9년간(1328년-1337년) 잉글랜드 왕가는 카페 가의 방계인 발루아 가가 프랑스 왕위를 계승하는 것을 용인했다. 그러나 발루아 가의 초대 왕 필리프 6세가 에드워드 3세와 스코틀랜드의 데이비드 2세 사이의 전쟁에 개입하면서 에드워드 3세는 다시 프랑스 왕위를 요구하게 되었고 잉글랜드와 프랑스 사이에 전쟁이 시작되었다. 이후 잉글랜드는 크레시, 푸아티에, 아쟁쿠르 등지에서 연전연승하며 전쟁에서 이기는 듯 했다. 그러나 프랑스 국왕이 동원할 수 있는 국력 자체가 잉글랜드를 능가했기에 잉글랜드는 프랑스를 완전히 정복할 수 없었다. 프랑스는 1429년부터 반격을 시작해 오를레앙, 파타이, 포흐미늬, 카스티용에서 결정적 승리들을 거두면서 전쟁은 프랑스의 우세로 끝났고 잉글랜드 왕가는 유럽 대륙의 영지 대부분을 영구히 상실했다.
역사학자들은 백년전쟁을 중간중간의 휴전들에 따라 세 단계로 구분한다. 1337년-1360년은 에드워드 전쟁, 1369년-1389년은 캐롤라인 전쟁, 1415년-1453년은 랭커스터 전쟁이라고 한다. 백년전쟁과 동시기에 진행된 주변 지역의 전쟁으로는 브르타뉴 왕위 계승 전쟁(1341년-1364년), 카스티야 내전(1366년-1369년), 아라곤의 두 페드로의 전쟁(1356년–1375년), 포르투갈의 왕위 계승 분쟁이 있다. 후대의 역사학자들은 "백년전쟁"이라는 용어를 14세기 말 15세기 초에 일어난 이 모든 전쟁들을 포괄하는 시대명으로 사용하며, 이에 따르면 백년전쟁은 유럽사에서 가장 오랫동안 지속된 군사 분쟁이 된다.
백년전쟁은 여러 가지 요소에 역사적 중요성을 가지고 있다. 백년전쟁 말기가 되면 상비군이 봉건군을 대신하게 되었고, 그와 동시에 전쟁에서의 귀족들의 역할도 대중 중심의 군대의 인력과 무기력으로 대체되었다. 전쟁의 시작은 어디까지나 왕가들 사이의 분쟁이었지만 전쟁을 거치면서 프랑스와 잉글랜드의 평민들에게 국민의식이라는 것이 싹트게 되었다. 또한 중기병 중심의 봉건군이 대체되면서 새로운 무기와 전술들이 도입되었고, 특히 포병이 중요해졌다. 백년전쟁은 서로마 제국이 망한 이후 서유럽 세계에 상비군 개념의 부활을 촉발시켰다. 한편 전쟁 당사국인 양국의 사정을 보자면 우선 프랑스에서는 내전과 역병, 기근, 그리고 산적떼에 가까운 자유중대 용병들의 준동 등으로 인해 인구가 급격히 감소했다. 잉글랜드에서는 막대한 비용을 들인 것에 비해 전쟁의 성과가 시원치 않고 오히려 대륙 영지들을 영구히 상실하게 되자 귀족들이 불만을 가지게 되어 장미전쟁(1455년-1487년)이라는 내전이 벌어졌다.

## 원인
잉글랜드는 노르만 왕조의 성립 이후 프랑스의 일부 영토를 소유하였는데 이 때문에 양국 사이에는 분쟁이 계속되었다. 13세기 말에 이르러서는 잉글랜드 국왕의 프랑스 내 영토가 프랑스 국왕보다 더 많은 지경에 이르렀다. 그러나 중세 봉건제도 하에서 잉글랜드 국왕은 잉글랜드 왕국의 군주이면서 동시에 프랑스 국왕의 신하라는 이중 지위를 갖고 있었다.
상황이 이렇게 된 것은 중세 봉건 제도의 특징상, 결혼을 하게 되면 여자가 남자에게 자신의 봉토를 결혼 지참금으로 넘겼기 때문이었다. 노르만 왕조 성립 이후 잉글랜드 국왕은 역시 애초 프랑스 국왕의 봉신이었던 노르망디 공국의 영주였고, 노르만 왕조의 뒤를 이은 플랜태저넷 왕가(1154년 ~ 1399년) 역시 본래 프랑스의 앙주 백이었다. 플랜태저넷 왕조는 잉글랜드 국왕으로서 노르망디도 당연히 계승하게 되었고, 이렇게 되자 프랑스 내에서 잉글랜드 왕의 입김은 프랑스 국왕보다 더욱 셌지만, 법률상으로는 잉글랜드 국왕은 프랑스 국왕의 신하였다. 이 무렵 프랑스의 카페 왕조의 영향력은 현재의 파리시를 중심으로 한 일-드-프랑스 지역에 국한되어 있었다. 잉글랜드 국왕의 입장에서는 당연히 불만이 많았다.

### 프랑스의 왕위를 둘러싼 발루아 왕가와 플랜태저넷 왕가의 갈등
1328년 2월 1일 프랑스 카페 왕조의 샤를 4세가 자녀 없이 사망한다. 샤를 4세가 죽기 전 샤를의 아내는 임신 중이었는데, 이를 두고 샤를은 유언으로 만약 자신의 태어나지 않은 자녀가 아들이면 프랑스 왕위를 물려주고, 딸이면 샤를과 사촌 관계(필리프 3세 (프랑스)의 손자들이었다.)인 발루아 왕가의 필리프에게 왕위를 물려주라는 유언을 남긴다. 그리고 4월 1일 샤를의 유복 자녀로 딸이 태어나자 곧바로 회의가 열리고, 샤를의 유언에 따라 필리프 6세(재위:1328년 ~ 1350년)가 프랑스의 국왕이 된다.
그러나 잉글랜드는 필리프의 프랑스 왕위 계승에 반기를 든다. 당시 잉글랜드 국왕의 어머니로 실권을 장악하고 있던 이사벨라는 자신이 죽은 샤를 4세의 누이라는 점을 들어 앞에서 언급한 필리프의 왕위 계승을 결정하는 회의에 자신이 프랑스의 왕위 계승권을 주장했고 여자가 직접 왕위 계승이 불가능하다 하더라도 만일 그녀의 아들에게 계승시킬 수 있다면 잉글랜드 국왕 에드워드 2세의 왕비 이사벨라(샤를 4세의 누이)의 아들인 에드워드 3세(재위:1327년~1377년)가 왕위 계승자가 된다는 주장도 성립되었다. 이것을 핑계로 삼아 잉글랜드 국왕 에드워드 3세는 프랑스 왕위를 자신이 계승해야 한다고 주장하여, 양국 간에 심각한 대립을 빚게 되었다. 이참에 잉글랜드와 프랑스를 하나의 거대한 왕국으로 통합할 욕심을 갖게 된 것이다.
필리프 6세의 입장에서도 자신의 신하 중에 자신을 능가하는 세력이 있다는 것은 결코 좋은 일이 아니었다. 게다가 그는 다른 나라의 국왕이기도 했다. 잉글랜드 국왕이 프랑스 국왕의 신하로서 가지고 있는 봉토를 몰수하여 프랑스 국왕의 위신을 높여야 할 필요성과 욕심을 가지고 있었다. 잉글랜드 국왕의 왕위 계승권 주장도 참을 수 없는 일이었다. 영토 문제와 왕위 계승권 문제로 인한 두 왕가의 갈등은 대화로 풀 수 있는 상황이 아니었다.

### 백년전쟁 전후 잉글랜드-프랑스 왕가 가계도
|  |  | 필리프 3세 프랑스 국왕 재위 1270년–1285년             |                                                       |                                                       |                                                       |                                                       |                                                       |  |  |                                                       |                                                       |                                                       |                                                       |                                                       |                                                       |  |  |                                                     |                                                     |                                                     |                                                     |                                                     |                                                     |  |  |                                             |                                             |                                             |                                             |                                               |                                               |                                               |                                               |                                               |                                               |                                               |                                               |                                               |                                               |                                           |                                           |                                           |                                           |                                           |                                           |                                           |                                           |                                       |                                       |                                         |                                         |                                         |                                         |                                         |                                         |                      |                      |                      |                      |  |  |  |  |  |  |  |  |  |  |  |  |  |  |  |  |  |  |  |  |  |  |  |  |  |  |  |  |  |  |  |  |
|  |  |                                                       |                                                       |                                                       |                                                       |                                                       |                                                       |  |  |                                                       |                                                       |                                                       |                                                       |                                                       |                                                       |  |  |                                                     |                                                     |                                                     |                                                     |                                                     |                                                     |  |  |                                             |                                             |                                             |                                             |                                               |                                               |                                               |                                               |                                               |                                               |                                               |                                               |                                               |                                               |                                           |                                           |                                           |                                           |                                           |                                           |                                           |                                           |                                       |                                       |                                         |                                         |                                         |                                         |                                         |                                         |                      |                      |                      |                      |  |  |  |  |  |  |  |  |  |  |  |  |  |  |  |  |  |  |  |  |  |  |  |  |  |  |  |  |  |  |  |  |
|  |  |                                                       |                                                       |                                                       |                                                       |                                                       |                                                       |  |  |                                                       |                                                       |                                                       |                                                       |                                                       |                                                       |  |  |                                                     |                                                     |                                                     |                                                     |                                                     |                                                     |  |  |                                             |                                             |                                             |                                             |                                               |                                               |                                               |                                               |                                               |                                               |                                               |                                               |                                               |                                               |                                           |                                           |                                           |                                           |                                           |                                           |                                           |                                           |                                       |                                       |                                         |                                         |                                         |                                         |                                         |                                         |                      |                      |                      |                      |  |  |  |  |  |  |  |  |  |  |  |  |  |  |  |  |  |  |  |  |  |  |  |  |  |  |  |  |  |  |  |  |
|  |  | 필리프 4세 프랑스 국왕 나바르 국왕 재위 1285년–1314년 | 필리프 4세 프랑스 국왕 나바르 국왕 재위 1285년–1314년 | 필리프 4세 프랑스 국왕 나바르 국왕 재위 1285년–1314년 | 필리프 4세 프랑스 국왕 나바르 국왕 재위 1285년–1314년 | 필리프 4세 프랑스 국왕 나바르 국왕 재위 1285년–1314년 | 필리프 4세 프랑스 국왕 나바르 국왕 재위 1285년–1314년 |  |  |                                                       |                                                       |                                                       |                                                       |                                                       |                                                       |  |  |                                                     |                                                     |                                                     |                                                     |                                                     |                                                     |  |  |                                             |                                             |                                             |                                             |                                               |                                               |                                               |                                               | 에드워드 1세 잉글랜드 국왕 재위 1272년-1307년 | 에드워드 1세 잉글랜드 국왕 재위 1272년-1307년 | 에드워드 1세 잉글랜드 국왕 재위 1272년-1307년 | 에드워드 1세 잉글랜드 국왕 재위 1272년-1307년 | 에드워드 1세 잉글랜드 국왕 재위 1272년-1307년 | 에드워드 1세 잉글랜드 국왕 재위 1272년-1307년 |                                           |                                           | 샤를 발루아 백작 1325년 몰                | 샤를 발루아 백작 1325년 몰                | 샤를 발루아 백작 1325년 몰                | 샤를 발루아 백작 1325년 몰                | 샤를 발루아 백작 1325년 몰                | 샤를 발루아 백작 1325년 몰                |                                       |                                       |                                         |                                         |                                         |                                         |                                         |                                         |                      |                      |                      |                      |  |  |  |  |  |  |  |  |  |  |  |  |  |  |  |  |  |  |  |  |  |  |  |  |  |  |  |  |  |  |  |  |
|  |  | 필리프 4세 프랑스 국왕 나바르 국왕 재위 1285년–1314년 | 필리프 4세 프랑스 국왕 나바르 국왕 재위 1285년–1314년 | 필리프 4세 프랑스 국왕 나바르 국왕 재위 1285년–1314년 | 필리프 4세 프랑스 국왕 나바르 국왕 재위 1285년–1314년 | 필리프 4세 프랑스 국왕 나바르 국왕 재위 1285년–1314년 | 필리프 4세 프랑스 국왕 나바르 국왕 재위 1285년–1314년 |  |  |                                                       |                                                       |                                                       |                                                       |                                                       |                                                       |  |  |                                                     |                                                     |                                                     |                                                     |                                                     |                                                     |  |  |                                             |                                             |                                             |                                             |                                               |                                               |                                               |                                               | 에드워드 1세 잉글랜드 국왕 재위 1272년-1307년 | 에드워드 1세 잉글랜드 국왕 재위 1272년-1307년 | 에드워드 1세 잉글랜드 국왕 재위 1272년-1307년 | 에드워드 1세 잉글랜드 국왕 재위 1272년-1307년 | 에드워드 1세 잉글랜드 국왕 재위 1272년-1307년 | 에드워드 1세 잉글랜드 국왕 재위 1272년-1307년 |                                           |                                           | 샤를 발루아 백작 1325년 몰                | 샤를 발루아 백작 1325년 몰                | 샤를 발루아 백작 1325년 몰                | 샤를 발루아 백작 1325년 몰                | 샤를 발루아 백작 1325년 몰                | 샤를 발루아 백작 1325년 몰                |                                       |                                       |                                         |                                         |                                         |                                         |                                         |                                         |                      |                      |                      |                      |  |  |  |  |  |  |  |  |  |  |  |  |  |  |  |  |  |  |  |  |  |  |  |  |  |  |  |  |  |  |  |  |
|  |  |                                                       |                                                       |                                                       |                                                       |                                                       |                                                       |  |  |                                                       |                                                       |                                                       |                                                       |                                                       |                                                       |  |  |                                                     |                                                     |                                                     |                                                     |                                                     |                                                     |  |  |                                             |                                             |                                             |                                             |                                               |                                               |                                               |                                               |                                               |                                               |                                               |                                               |                                               |                                               |                                           |                                           |                                           |                                           |                                           |                                           |                                           |                                           |                                       |                                       |                                         |                                         |                                         |                                         |                                         |                                         |                      |                      |                      |                      |  |  |  |  |  |  |  |  |  |  |  |  |  |  |  |  |  |  |  |  |  |  |  |  |  |  |  |  |  |  |  |  |
|  |  | 루이 10세 프랑스 국왕 나바르 국왕 재위 1314년–1316년  | 루이 10세 프랑스 국왕 나바르 국왕 재위 1314년–1316년  | 루이 10세 프랑스 국왕 나바르 국왕 재위 1314년–1316년  | 루이 10세 프랑스 국왕 나바르 국왕 재위 1314년–1316년  | 루이 10세 프랑스 국왕 나바르 국왕 재위 1314년–1316년  | 루이 10세 프랑스 국왕 나바르 국왕 재위 1314년–1316년  |  |  | 필리프 5세 프랑스 국왕 나바르 국왕 재위 1316년–1322년 | 필리프 5세 프랑스 국왕 나바르 국왕 재위 1316년–1322년 | 필리프 5세 프랑스 국왕 나바르 국왕 재위 1316년–1322년 | 필리프 5세 프랑스 국왕 나바르 국왕 재위 1316년–1322년 | 필리프 5세 프랑스 국왕 나바르 국왕 재위 1316년–1322년 | 필리프 5세 프랑스 국왕 나바르 국왕 재위 1316년–1322년 |  |  | 샤를 4세 프랑스 국왕 나바르 국왕 재위 1322년–1328년 | 샤를 4세 프랑스 국왕 나바르 국왕 재위 1322년–1328년 | 샤를 4세 프랑스 국왕 나바르 국왕 재위 1322년–1328년 | 샤를 4세 프랑스 국왕 나바르 국왕 재위 1322년–1328년 | 샤를 4세 프랑스 국왕 나바르 국왕 재위 1322년–1328년 | 샤를 4세 프랑스 국왕 나바르 국왕 재위 1322년–1328년 |  |  | 이사벨라 프랑스 왕녀                        | 이사벨라 프랑스 왕녀                        | 이사벨라 프랑스 왕녀                        | 이사벨라 프랑스 왕녀                        | 이사벨라 프랑스 왕녀                          | 이사벨라 프랑스 왕녀                          |                                               |                                               | 에드워드 2세 잉글랜드 국왕 재위 1307년-1327년 | 에드워드 2세 잉글랜드 국왕 재위 1307년-1327년 | 에드워드 2세 잉글랜드 국왕 재위 1307년-1327년 | 에드워드 2세 잉글랜드 국왕 재위 1307년-1327년 | 에드워드 2세 잉글랜드 국왕 재위 1307년-1327년 | 에드워드 2세 잉글랜드 국왕 재위 1307년-1327년 |                                           |                                           | 필리프 6세 프랑스 국왕 재위 1328년–1350년 | 필리프 6세 프랑스 국왕 재위 1328년–1350년 | 필리프 6세 프랑스 국왕 재위 1328년–1350년 | 필리프 6세 프랑스 국왕 재위 1328년–1350년 | 필리프 6세 프랑스 국왕 재위 1328년–1350년 | 필리프 6세 프랑스 국왕 재위 1328년–1350년 |                                       |                                       |                                         |                                         |                                         |                                         |                                         |                                         |                      |                      |                      |                      |  |  |  |  |  |  |  |  |  |  |  |  |  |  |  |  |  |  |  |  |  |  |  |  |  |  |  |  |  |  |  |  |
|  |  | 루이 10세 프랑스 국왕 나바르 국왕 재위 1314년–1316년  | 루이 10세 프랑스 국왕 나바르 국왕 재위 1314년–1316년  | 루이 10세 프랑스 국왕 나바르 국왕 재위 1314년–1316년  | 루이 10세 프랑스 국왕 나바르 국왕 재위 1314년–1316년  | 루이 10세 프랑스 국왕 나바르 국왕 재위 1314년–1316년  | 루이 10세 프랑스 국왕 나바르 국왕 재위 1314년–1316년  |  |  | 필리프 5세 프랑스 국왕 나바르 국왕 재위 1316년–1322년 | 필리프 5세 프랑스 국왕 나바르 국왕 재위 1316년–1322년 | 필리프 5세 프랑스 국왕 나바르 국왕 재위 1316년–1322년 | 필리프 5세 프랑스 국왕 나바르 국왕 재위 1316년–1322년 | 필리프 5세 프랑스 국왕 나바르 국왕 재위 1316년–1322년 | 필리프 5세 프랑스 국왕 나바르 국왕 재위 1316년–1322년 |  |  | 샤를 4세 프랑스 국왕 나바르 국왕 재위 1322년–1328년 | 샤를 4세 프랑스 국왕 나바르 국왕 재위 1322년–1328년 | 샤를 4세 프랑스 국왕 나바르 국왕 재위 1322년–1328년 | 샤를 4세 프랑스 국왕 나바르 국왕 재위 1322년–1328년 | 샤를 4세 프랑스 국왕 나바르 국왕 재위 1322년–1328년 | 샤를 4세 프랑스 국왕 나바르 국왕 재위 1322년–1328년 |  |  | 이사벨라 프랑스 왕녀                        | 이사벨라 프랑스 왕녀                        | 이사벨라 프랑스 왕녀                        | 이사벨라 프랑스 왕녀                        | 이사벨라 프랑스 왕녀                          | 이사벨라 프랑스 왕녀                          |                                               |                                               | 에드워드 2세 잉글랜드 국왕 재위 1307년-1327년 | 에드워드 2세 잉글랜드 국왕 재위 1307년-1327년 | 에드워드 2세 잉글랜드 국왕 재위 1307년-1327년 | 에드워드 2세 잉글랜드 국왕 재위 1307년-1327년 | 에드워드 2세 잉글랜드 국왕 재위 1307년-1327년 | 에드워드 2세 잉글랜드 국왕 재위 1307년-1327년 |                                           |                                           | 필리프 6세 프랑스 국왕 재위 1328년–1350년 | 필리프 6세 프랑스 국왕 재위 1328년–1350년 | 필리프 6세 프랑스 국왕 재위 1328년–1350년 | 필리프 6세 프랑스 국왕 재위 1328년–1350년 | 필리프 6세 프랑스 국왕 재위 1328년–1350년 | 필리프 6세 프랑스 국왕 재위 1328년–1350년 |                                       |                                       |                                         |                                         |                                         |                                         |                                         |                                         |                      |                      |                      |                      |  |  |  |  |  |  |  |  |  |  |  |  |  |  |  |  |  |  |  |  |  |  |  |  |  |  |  |  |  |  |  |  |
|  |  |                                                       |                                                       |                                                       |                                                       |                                                       |                                                       |  |  |                                                       |                                                       |                                                       |                                                       |                                                       |                                                       |  |  |                                                     |                                                     |                                                     |                                                     |                                                     |                                                     |  |  |                                             |                                             |                                             |                                             |                                               |                                               |                                               |                                               |                                               |                                               |                                               |                                               |                                               |                                               |                                           |                                           |                                           |                                           |                                           |                                           |                                           |                                           |                                       |                                       |                                         |                                         |                                         |                                         |                                         |                                         |                      |                      |                      |                      |  |  |  |  |  |  |  |  |  |  |  |  |  |  |  |  |  |  |  |  |  |  |  |  |  |  |  |  |  |  |  |  |
|  |  |                                                       |                                                       |                                                       |                                                       |                                                       |                                                       |  |  |                                                       |                                                       |                                                       |                                                       |                                                       |                                                       |  |  |                                                     |                                                     |                                                     |                                                     |                                                     |                                                     |  |  |                                             |                                             |                                             |                                             |                                               |                                               |                                               |                                               |                                               |                                               |                                               |                                               |                                               |                                               |                                           |                                           |                                           |                                           |                                           |                                           |                                           |                                           |                                       |                                       |                                         |                                         |                                         |                                         |                                         |                                         |                      |                      |                      |                      |  |  |  |  |  |  |  |  |  |  |  |  |  |  |  |  |  |  |  |  |  |  |  |  |  |  |  |  |  |  |  |  |
|  |  | 조안 2세 나바르 여왕 1312년 생                        | 조안 2세 나바르 여왕 1312년 생                        | 조안 2세 나바르 여왕 1312년 생                        | 조안 2세 나바르 여왕 1312년 생                        | 조안 2세 나바르 여왕 1312년 생                        | 조안 2세 나바르 여왕 1312년 생                        |  |  | 조안 3세 부르고뉴 백작부인 1308년 생                  | 조안 3세 부르고뉴 백작부인 1308년 생                  | 조안 3세 부르고뉴 백작부인 1308년 생                  | 조안 3세 부르고뉴 백작부인 1308년 생                  | 조안 3세 부르고뉴 백작부인 1308년 생                  | 조안 3세 부르고뉴 백작부인 1308년 생                  |  |  |                                                     |                                                     |                                                     |                                                     |                                                     |                                                     |  |  |                                             |                                             |                                             |                                             | 에드워드 3세 잉글랜드 국왕 재위 1327년-1377년 | 에드워드 3세 잉글랜드 국왕 재위 1327년-1377년 | 에드워드 3세 잉글랜드 국왕 재위 1327년-1377년 | 에드워드 3세 잉글랜드 국왕 재위 1327년-1377년 | 에드워드 3세 잉글랜드 국왕 재위 1327년-1377년 | 에드워드 3세 잉글랜드 국왕 재위 1327년-1377년 |                                               |                                               | 1337년 전쟁 시작                              | 1337년 전쟁 시작                              | 1337년 전쟁 시작                          | 1337년 전쟁 시작                          | 1337년 전쟁 시작                          | 1337년 전쟁 시작                          |                                           |                                           | 장 2세 프랑스 국왕 재위 1350년–1364년     | 장 2세 프랑스 국왕 재위 1350년–1364년     | 장 2세 프랑스 국왕 재위 1350년–1364년 | 장 2세 프랑스 국왕 재위 1350년–1364년 | 장 2세 프랑스 국왕 재위 1350년–1364년   | 장 2세 프랑스 국왕 재위 1350년–1364년   |                                         |                                         | 필리프 오를레앙 공작                    | 필리프 오를레앙 공작                    | 필리프 오를레앙 공작 | 필리프 오를레앙 공작 | 필리프 오를레앙 공작 | 필리프 오를레앙 공작 |  |  |  |  |  |  |  |  |  |  |  |  |  |  |  |  |  |  |  |  |  |  |  |  |  |  |  |  |  |  |  |  |
|  |  | 조안 2세 나바르 여왕 1312년 생                        | 조안 2세 나바르 여왕 1312년 생                        | 조안 2세 나바르 여왕 1312년 생                        | 조안 2세 나바르 여왕 1312년 생                        | 조안 2세 나바르 여왕 1312년 생                        | 조안 2세 나바르 여왕 1312년 생                        |  |  | 조안 3세 부르고뉴 백작부인 1308년 생                  | 조안 3세 부르고뉴 백작부인 1308년 생                  | 조안 3세 부르고뉴 백작부인 1308년 생                  | 조안 3세 부르고뉴 백작부인 1308년 생                  | 조안 3세 부르고뉴 백작부인 1308년 생                  | 조안 3세 부르고뉴 백작부인 1308년 생                  |  |  |                                                     |                                                     |                                                     |                                                     |                                                     |                                                     |  |  |                                             |                                             |                                             |                                             | 에드워드 3세 잉글랜드 국왕 재위 1327년-1377년 | 에드워드 3세 잉글랜드 국왕 재위 1327년-1377년 | 에드워드 3세 잉글랜드 국왕 재위 1327년-1377년 | 에드워드 3세 잉글랜드 국왕 재위 1327년-1377년 | 에드워드 3세 잉글랜드 국왕 재위 1327년-1377년 | 에드워드 3세 잉글랜드 국왕 재위 1327년-1377년 |                                               |                                               | 1337년 전쟁 시작                              | 1337년 전쟁 시작                              | 1337년 전쟁 시작                          | 1337년 전쟁 시작                          | 1337년 전쟁 시작                          | 1337년 전쟁 시작                          |                                           |                                           | 장 2세 프랑스 국왕 재위 1350년–1364년     | 장 2세 프랑스 국왕 재위 1350년–1364년     | 장 2세 프랑스 국왕 재위 1350년–1364년 | 장 2세 프랑스 국왕 재위 1350년–1364년 | 장 2세 프랑스 국왕 재위 1350년–1364년   | 장 2세 프랑스 국왕 재위 1350년–1364년   |                                         |                                         | 필리프 오를레앙 공작                    | 필리프 오를레앙 공작                    | 필리프 오를레앙 공작 | 필리프 오를레앙 공작 | 필리프 오를레앙 공작 | 필리프 오를레앙 공작 |  |  |  |  |  |  |  |  |  |  |  |  |  |  |  |  |  |  |  |  |  |  |  |  |  |  |  |  |  |  |  |  |
|  |  |                                                       |                                                       |                                                       |                                                       |                                                       |                                                       |  |  |                                                       |                                                       |                                                       |                                                       |                                                       |                                                       |  |  |                                                     |                                                     |                                                     |                                                     |                                                     |                                                     |  |  |                                             |                                             |                                             |                                             |                                               |                                               |                                               |                                               |                                               |                                               |                                               |                                               |                                               |                                               |                                           |                                           |                                           |                                           |                                           |                                           |                                           |                                           |                                       |                                       |                                         |                                         |                                         |                                         |                                         |                                         |                      |                      |                      |                      |  |  |  |  |  |  |  |  |  |  |  |  |  |  |  |  |  |  |  |  |  |  |  |  |  |  |  |  |  |  |  |  |
|  |  |                                                       |                                                       |                                                       |                                                       |                                                       |                                                       |  |  |                                                       |                                                       |                                                       |                                                       |                                                       |                                                       |  |  |                                                     |                                                     |                                                     |                                                     |                                                     |                                                     |  |  |                                             |                                             |                                             |                                             |                                               |                                               |                                               |                                               |                                               |                                               |                                               |                                               |                                               |                                               |                                           |                                           |                                           |                                           |                                           |                                           |                                           |                                           |                                       |                                       |                                         |                                         |                                         |                                         |                                         |                                         |                      |                      |                      |                      |  |  |  |  |  |  |  |  |  |  |  |  |  |  |  |  |  |  |  |  |  |  |  |  |  |  |  |  |  |  |  |  |
|  |  | 샤를 에브뢰 백작 1332년 생                            | 샤를 에브뢰 백작 1332년 생                            | 샤를 에브뢰 백작 1332년 생                            | 샤를 에브뢰 백작 1332년 생                            | 샤를 에브뢰 백작 1332년 생                            | 샤를 에브뢰 백작 1332년 생                            |  |  | 필리프 오베르뉴 백작 1323년 생                        | 필리프 오베르뉴 백작 1323년 생                        | 필리프 오베르뉴 백작 1323년 생                        | 필리프 오베르뉴 백작 1323년 생                        | 필리프 오베르뉴 백작 1323년 생                        | 필리프 오베르뉴 백작 1323년 생                        |  |  |                                                     |                                                     |                                                     |                                                     |                                                     |                                                     |  |  | 에드워드 흑태자 웨일스 공                   | 에드워드 흑태자 웨일스 공                   | 에드워드 흑태자 웨일스 공                   | 에드워드 흑태자 웨일스 공                   | 에드워드 흑태자 웨일스 공                     | 에드워드 흑태자 웨일스 공                     |                                               |                                               | 곤트의 존 랭커스터 공작                       | 곤트의 존 랭커스터 공작                       | 곤트의 존 랭커스터 공작                       | 곤트의 존 랭커스터 공작                       | 곤트의 존 랭커스터 공작                       | 곤트의 존 랭커스터 공작                       |                                           |                                           | 샤를 5세 프랑스 국왕 재위 1364년–1380년   | 샤를 5세 프랑스 국왕 재위 1364년–1380년   | 샤를 5세 프랑스 국왕 재위 1364년–1380년   | 샤를 5세 프랑스 국왕 재위 1364년–1380년   | 샤를 5세 프랑스 국왕 재위 1364년–1380년   | 샤를 5세 프랑스 국왕 재위 1364년–1380년   |                                       |                                       | 용담공 필리프 부르고뉴 공작             | 용담공 필리프 부르고뉴 공작             | 용담공 필리프 부르고뉴 공작             | 용담공 필리프 부르고뉴 공작             | 용담공 필리프 부르고뉴 공작             | 용담공 필리프 부르고뉴 공작             |                      |                      |                      |                      |  |  |  |  |  |  |  |  |  |  |  |  |  |  |  |  |  |  |  |  |  |  |  |  |  |  |  |  |  |  |  |  |
|  |  | 샤를 에브뢰 백작 1332년 생                            | 샤를 에브뢰 백작 1332년 생                            | 샤를 에브뢰 백작 1332년 생                            | 샤를 에브뢰 백작 1332년 생                            | 샤를 에브뢰 백작 1332년 생                            | 샤를 에브뢰 백작 1332년 생                            |  |  | 필리프 오베르뉴 백작 1323년 생                        | 필리프 오베르뉴 백작 1323년 생                        | 필리프 오베르뉴 백작 1323년 생                        | 필리프 오베르뉴 백작 1323년 생                        | 필리프 오베르뉴 백작 1323년 생                        | 필리프 오베르뉴 백작 1323년 생                        |  |  |                                                     |                                                     |                                                     |                                                     |                                                     |                                                     |  |  | 에드워드 흑태자 웨일스 공                   | 에드워드 흑태자 웨일스 공                   | 에드워드 흑태자 웨일스 공                   | 에드워드 흑태자 웨일스 공                   | 에드워드 흑태자 웨일스 공                     | 에드워드 흑태자 웨일스 공                     |                                               |                                               | 곤트의 존 랭커스터 공작                       | 곤트의 존 랭커스터 공작                       | 곤트의 존 랭커스터 공작                       | 곤트의 존 랭커스터 공작                       | 곤트의 존 랭커스터 공작                       | 곤트의 존 랭커스터 공작                       |                                           |                                           | 샤를 5세 프랑스 국왕 재위 1364년–1380년   | 샤를 5세 프랑스 국왕 재위 1364년–1380년   | 샤를 5세 프랑스 국왕 재위 1364년–1380년   | 샤를 5세 프랑스 국왕 재위 1364년–1380년   | 샤를 5세 프랑스 국왕 재위 1364년–1380년   | 샤를 5세 프랑스 국왕 재위 1364년–1380년   |                                       |                                       | 용담공 필리프 부르고뉴 공작             | 용담공 필리프 부르고뉴 공작             | 용담공 필리프 부르고뉴 공작             | 용담공 필리프 부르고뉴 공작             | 용담공 필리프 부르고뉴 공작             | 용담공 필리프 부르고뉴 공작             |                      |                      |                      |                      |  |  |  |  |  |  |  |  |  |  |  |  |  |  |  |  |  |  |  |  |  |  |  |  |  |  |  |  |  |  |  |  |
|  |  |                                                       |                                                       |                                                       |                                                       |                                                       |                                                       |  |  |                                                       |                                                       |                                                       |                                                       |                                                       |                                                       |  |  |                                                     |                                                     |                                                     |                                                     |                                                     |                                                     |  |  |                                             |                                             |                                             |                                             |                                               |                                               |                                               |                                               |                                               |                                               |                                               |                                               |                                               |                                               |                                           |                                           |                                           |                                           |                                           |                                           |                                           |                                           |                                       |                                       |                                         |                                         |                                         |                                         |                                         |                                         |                      |                      |                      |                      |  |  |  |  |  |  |  |  |  |  |  |  |  |  |  |  |  |  |  |  |  |  |  |  |  |  |  |  |  |  |  |  |
|  |  |                                                       |                                                       |                                                       |                                                       |                                                       |                                                       |  |  |                                                       |                                                       |                                                       |                                                       |                                                       |                                                       |  |  |                                                     |                                                     |                                                     |                                                     |                                                     |                                                     |  |  | 리처드 2세 잉글랜드 국왕 재위 1377년-1399년 | 리처드 2세 잉글랜드 국왕 재위 1377년-1399년 | 리처드 2세 잉글랜드 국왕 재위 1377년-1399년 | 리처드 2세 잉글랜드 국왕 재위 1377년-1399년 | 리처드 2세 잉글랜드 국왕 재위 1377년-1399년   | 리처드 2세 잉글랜드 국왕 재위 1377년-1399년   |                                               |                                               | 헨리 4세 잉글랜드 국왕 재위 1399년-1413년     | 헨리 4세 잉글랜드 국왕 재위 1399년-1413년     | 헨리 4세 잉글랜드 국왕 재위 1399년-1413년     | 헨리 4세 잉글랜드 국왕 재위 1399년-1413년     | 헨리 4세 잉글랜드 국왕 재위 1399년-1413년     | 헨리 4세 잉글랜드 국왕 재위 1399년-1413년     |                                           |                                           | 샤를 6세 프랑스 국왕 재위 1380년-1422년   | 샤를 6세 프랑스 국왕 재위 1380년-1422년   | 샤를 6세 프랑스 국왕 재위 1380년-1422년   | 샤를 6세 프랑스 국왕 재위 1380년-1422년   | 샤를 6세 프랑스 국왕 재위 1380년-1422년   | 샤를 6세 프랑스 국왕 재위 1380년-1422년   |                                       |                                       | 루이 1세 오를레앙 공작                  | 루이 1세 오를레앙 공작                  | 루이 1세 오를레앙 공작                  | 루이 1세 오를레앙 공작                  | 루이 1세 오를레앙 공작                  | 루이 1세 오를레앙 공작                  |                      |                      |                      |                      |  |  |  |  |  |  |  |  |  |  |  |  |  |  |  |  |  |  |  |  |  |  |  |  |  |  |  |  |  |  |  |  |
|  |  |                                                       |                                                       |                                                       |                                                       |                                                       |                                                       |  |  |                                                       |                                                       |                                                       |                                                       |                                                       |                                                       |  |  |                                                     |                                                     |                                                     |                                                     |                                                     |                                                     |  |  | 리처드 2세 잉글랜드 국왕 재위 1377년-1399년 | 리처드 2세 잉글랜드 국왕 재위 1377년-1399년 | 리처드 2세 잉글랜드 국왕 재위 1377년-1399년 | 리처드 2세 잉글랜드 국왕 재위 1377년-1399년 | 리처드 2세 잉글랜드 국왕 재위 1377년-1399년   | 리처드 2세 잉글랜드 국왕 재위 1377년-1399년   |                                               |                                               | 헨리 4세 잉글랜드 국왕 재위 1399년-1413년     | 헨리 4세 잉글랜드 국왕 재위 1399년-1413년     | 헨리 4세 잉글랜드 국왕 재위 1399년-1413년     | 헨리 4세 잉글랜드 국왕 재위 1399년-1413년     | 헨리 4세 잉글랜드 국왕 재위 1399년-1413년     | 헨리 4세 잉글랜드 국왕 재위 1399년-1413년     |                                           |                                           | 샤를 6세 프랑스 국왕 재위 1380년-1422년   | 샤를 6세 프랑스 국왕 재위 1380년-1422년   | 샤를 6세 프랑스 국왕 재위 1380년-1422년   | 샤를 6세 프랑스 국왕 재위 1380년-1422년   | 샤를 6세 프랑스 국왕 재위 1380년-1422년   | 샤를 6세 프랑스 국왕 재위 1380년-1422년   |                                       |                                       | 루이 1세 오를레앙 공작                  | 루이 1세 오를레앙 공작                  | 루이 1세 오를레앙 공작                  | 루이 1세 오를레앙 공작                  | 루이 1세 오를레앙 공작                  | 루이 1세 오를레앙 공작                  |                      |                      |                      |                      |  |  |  |  |  |  |  |  |  |  |  |  |  |  |  |  |  |  |  |  |  |  |  |  |  |  |  |  |  |  |  |  |
|  |  |                                                       |                                                       |                                                       |                                                       |                                                       |                                                       |  |  |                                                       |                                                       |                                                       |                                                       |                                                       |                                                       |  |  |                                                     |                                                     |                                                     |                                                     |                                                     |                                                     |  |  |                                             |                                             |                                             |                                             |                                               |                                               |                                               |                                               |                                               |                                               |                                               |                                               |                                               |                                               |                                           |                                           |                                           |                                           |                                           |                                           |                                           |                                           |                                       |                                       |                                         |                                         |                                         |                                         |                                         |                                         |                      |                      |                      |                      |  |  |  |  |  |  |  |  |  |  |  |  |  |  |  |  |  |  |  |  |  |  |  |  |  |  |  |  |  |  |  |  |
|  |  |                                                       |                                                       |                                                       |                                                       |                                                       |                                                       |  |  |                                                       |                                                       |                                                       |                                                       |                                                       |                                                       |  |  |                                                     |                                                     |                                                     |                                                     |                                                     |                                                     |  |  |                                             |                                             |                                             |                                             |                                               |                                               |                                               |                                               | 헨리 5세 잉글랜드 국왕 재위 1413년-1422년     | 헨리 5세 잉글랜드 국왕 재위 1413년-1422년     | 헨리 5세 잉글랜드 국왕 재위 1413년-1422년     | 헨리 5세 잉글랜드 국왕 재위 1413년-1422년     | 헨리 5세 잉글랜드 국왕 재위 1413년-1422년     | 헨리 5세 잉글랜드 국왕 재위 1413년-1422년     |                                           |                                           | 캐서린 프랑스 왕녀                        | 캐서린 프랑스 왕녀                        | 캐서린 프랑스 왕녀                        | 캐서린 프랑스 왕녀                        | 캐서린 프랑스 왕녀                        | 캐서린 프랑스 왕녀                        |                                       |                                       | 샤를 7세 프랑스 국왕 재위 1422년-1462년 | 샤를 7세 프랑스 국왕 재위 1422년-1462년 | 샤를 7세 프랑스 국왕 재위 1422년-1462년 | 샤를 7세 프랑스 국왕 재위 1422년-1462년 | 샤를 7세 프랑스 국왕 재위 1422년-1462년 | 샤를 7세 프랑스 국왕 재위 1422년-1462년 |                      |                      |                      |                      |  |  |  |  |  |  |  |  |  |  |  |  |  |  |  |  |  |  |  |  |  |  |  |  |  |  |  |  |  |  |  |  |
|  |  |                                                       |                                                       |                                                       |                                                       |                                                       |                                                       |  |  |                                                       |                                                       |                                                       |                                                       |                                                       |                                                       |  |  |                                                     |                                                     |                                                     |                                                     |                                                     |                                                     |  |  |                                             |                                             |                                             |                                             |                                               |                                               |                                               |                                               | 헨리 5세 잉글랜드 국왕 재위 1413년-1422년     | 헨리 5세 잉글랜드 국왕 재위 1413년-1422년     | 헨리 5세 잉글랜드 국왕 재위 1413년-1422년     | 헨리 5세 잉글랜드 국왕 재위 1413년-1422년     | 헨리 5세 잉글랜드 국왕 재위 1413년-1422년     | 헨리 5세 잉글랜드 국왕 재위 1413년-1422년     |                                           |                                           | 캐서린 프랑스 왕녀                        | 캐서린 프랑스 왕녀                        | 캐서린 프랑스 왕녀                        | 캐서린 프랑스 왕녀                        | 캐서린 프랑스 왕녀                        | 캐서린 프랑스 왕녀                        |                                       |                                       | 샤를 7세 프랑스 국왕 재위 1422년-1462년 | 샤를 7세 프랑스 국왕 재위 1422년-1462년 | 샤를 7세 프랑스 국왕 재위 1422년-1462년 | 샤를 7세 프랑스 국왕 재위 1422년-1462년 | 샤를 7세 프랑스 국왕 재위 1422년-1462년 | 샤를 7세 프랑스 국왕 재위 1422년-1462년 |                      |                      |                      |                      |  |  |  |  |  |  |  |  |  |  |  |  |  |  |  |  |  |  |  |  |  |  |  |  |  |  |  |  |  |  |  |  |
|  |  |                                                       |                                                       |                                                       |                                                       |                                                       |                                                       |  |  |                                                       |                                                       |                                                       |                                                       |                                                       |                                                       |  |  |                                                     |                                                     |                                                     |                                                     |                                                     |                                                     |  |  |                                             |                                             |                                             |                                             |                                               |                                               |                                               |                                               |                                               |                                               |                                               |                                               |                                               |                                               |                                           |                                           |                                           |                                           |                                           |                                           |                                           |                                           |                                       |                                       |                                         |                                         |                                         |                                         |                                         |                                         |                      |                      |                      |                      |  |  |  |  |  |  |  |  |  |  |  |  |  |  |  |  |  |  |  |  |  |  |  |  |  |  |  |  |  |  |  |  |
|  |  |                                                       |                                                       |                                                       |                                                       |                                                       |                                                       |  |  |                                                       |                                                       |                                                       |                                                       |                                                       |                                                       |  |  |                                                     |                                                     |                                                     |                                                     |                                                     |                                                     |  |  |                                             |                                             |                                             |                                             |                                               |                                               |                                               |                                               |                                               |                                               |                                               |                                               | 헨리 6세 잉글랜드 국왕 재위 1422년-1461년     | 헨리 6세 잉글랜드 국왕 재위 1422년-1461년     | 헨리 6세 잉글랜드 국왕 재위 1422년-1461년 | 헨리 6세 잉글랜드 국왕 재위 1422년-1461년 | 헨리 6세 잉글랜드 국왕 재위 1422년-1461년 | 헨리 6세 잉글랜드 국왕 재위 1422년-1461년 |                                           |                                           |                                           |                                           | 1453년 전쟁 종료                      | 1453년 전쟁 종료                      | 1453년 전쟁 종료                        | 1453년 전쟁 종료                        | 1453년 전쟁 종료                        | 1453년 전쟁 종료                        |                                         |                                         |                      |                      |                      |                      |  |  |  |  |  |  |  |  |  |  |  |  |  |  |  |  |  |  |  |  |  |  |  |  |  |  |  |  |  |  |  |  |
|  |  |                                                       |                                                       |                                                       |                                                       |                                                       |                                                       |  |  |                                                       |                                                       |                                                       |                                                       |                                                       |                                                       |  |  |                                                     |                                                     |                                                     |                                                     |                                                     |                                                     |  |  |                                             |                                             |                                             |                                             |                                               |                                               |                                               |                                               |                                               |                                               |                                               |                                               | 헨리 6세 잉글랜드 국왕 재위 1422년-1461년     | 헨리 6세 잉글랜드 국왕 재위 1422년-1461년     | 헨리 6세 잉글랜드 국왕 재위 1422년-1461년 | 헨리 6세 잉글랜드 국왕 재위 1422년-1461년 | 헨리 6세 잉글랜드 국왕 재위 1422년-1461년 | 헨리 6세 잉글랜드 국왕 재위 1422년-1461년 |                                           |                                           |                                           |                                           | 1453년 전쟁 종료                      | 1453년 전쟁 종료                      | 1453년 전쟁 종료                        | 1453년 전쟁 종료                        | 1453년 전쟁 종료                        | 1453년 전쟁 종료                        |                                         |                                         |                      |                      |                      |                      |  |  |  |  |  |  |  |  |  |  |  |  |  |  |  |  |  |  |  |  |  |  |  |  |  |  |  |  |  |  |  |  |

## 경과

### 시작
잉글랜드를 견제할 세력이 필요했던 필리프 6세는 잉글랜드에 쫓겨 산악지대로 들어갔던 스코틀랜드 왕국에 주목했다. 당시 잉글랜드는 스코틀랜드를 정복하기 위해 많은 노력을 기울이는 중이었다. 또, 필리프 6세는 에드워드 3세의 신종서약(아르투아 백작 로베르)에 트집을 잡고 잉글랜드 국왕의 봉토였던 아키텐령을 무력으로 점령하고 1337년에는 아키텐령의 몰수를 선언하였다. 또 노르망디 해안에는 함대를 보내 잉글랜드를 위협했다.
상황이 이렇게 되자 1336년, 에드워드 3세는 필리프 6세에게 공식적인 도전장을 띄우고, 전쟁 준비에 들어갔다. 도전장은 제목부터 ＜발루아 가문의 필리프, 자칭 프랑스 왕＞이라는 도발적인 것이었다. 전쟁 준비는 자체 군사력을 준비하는 것 말고도 외교전도 치열하게 펼쳤다. 국가간 외교라기보다는 왕가간 외교였는데, 신성 로마 제국 황제와 라인강 및 네덜란드 제후와 절충을 거듭하여 ＜황제대관＞의 지위와 공수동맹의 약속을 성립시켰다. 그의 외교의 핵심은 플랑드르 지방이었다.
원래 플랑드르는 프랑스 왕의 종주권 아래에 있었지만, 중세를 통하여 유럽 최대의 모직물 공업지대로서 번창하여, 원료인 양모의 최대 공급국인 잉글랜드가 이 지방을 경제적으로 지배하고 있었다. 이 때문에 전쟁 중 플랑드르는 잉글랜드 편에 섰다. 잉글랜드는 플랑드르 지방 도시들에 대해 새로운 종주권을 주장했으며, 그들과 동맹을 맺었다. 에드워드 3세가 구축한 이른바 북방의 환상동맹에 대해 필리프 6세는 제네바와 카스티야의 지원을 받았다.
아키텐령에 속한 가스코뉴 역시 유럽 최대의 포도주 생산지였으므로, 프랑스 왕들은 항상 이 두 지방의 탈환을 바라고 있었다. 따라서 전쟁은 이 두 지방의 쟁탈을 목표로 하게 되었다. 왕위 계승 문제는 늘 그렇듯이 명분에 불과했다. 이것의 백년전쟁의 첫 시작이었다.

### 제1기
백년 전쟁은 1340년 6월에 잉글랜드-플랑드르 연합함대가 라인 강의 하구에 있는 브뤼주(지금의 브뤼허) 슬뢰이스항에 대한 프랑스 함대의 봉쇄를 저지하기 위해 공격을 시작하면서 시작되었다. 이 전투에서 잉글랜드군이 승리하였고, 이후 도버 해협의 제해권은 잉글랜드가 차지하게 되었다. 116년이라는 기간 동안 프랑스만 전쟁터가 된 것도 이 때문이다.
1345년 에드워드 3세는 그의 맏아들인 흑태자 에드워드와 함께 노르망디에 상륙하였다. 이듬해인 1346년에 유명한 크레시 전투가 있었다. 이 전투에서 잉글랜드군은 농민들과 사냥꾼들로 구성된 보병 장궁대를 내세워 전력이 훨씬 우세한 프랑스 기사군을 격파하였다. 보병 장궁대의 기사군 격퇴는 화약 무기의 등장 이전에 중장기병의 몰락을 예고한 것으로 평가되고 있다. 이 전투에서 프랑스 기사군은 익숙한 전법으로 일제히 돌격을 시도하였으나 진흙탕을 거치면서 기병의 특유한 충격력을 상실한 상태에서 장궁대의 공격을 받은 것이다.
이때 잉글랜드군이 동원한 장궁은 그 이전에 석궁에 비해서 훨씬 사거리 및 위력 뿐만이 아니라 연사력이 더 뛰어난 것이었다. 이 장궁은 본래 웨일스 지방의 사냥꾼들이 사용하던 것이었으나 영국 왕실은 그 위력을 알아보고 전쟁에 동원한 것이다. 반면 프랑스는 석궁병들을 배치했으나, 많은 전투에서 석궁병들은 영국 장궁병에게 패배하였다.
잉글랜드군은 크레시 전투에 승리한 그 여세를 몰아 칼레 시(市)로 진격하여 이 성을 완전히 포위하였다. 칼레 시민들은 완강하게 계속 저항하였으나, 1347년 마침내 잉글랜드군에게 항복하였다(칼레 포위전). 칼레 지구가 잉글랜드령으로 확정되면서 에드워드의 전략은 앙주-플랜태저넷 왕가의 옛 대륙 영토 전 지역의 회복을 겨냥한 것이었다.
그 뒤 양국에 페스트가 유행한 데다 재정사정도 악화되어 한때 전쟁이 중단되기도 하였으나, 1355년 흑태자는 다시 남프랑스를 침입하였다. 1350년 프랑스에서는 필리프 6세가 죽고 그 뒤를 이어 장 2세가 즉위하였으나, 1356년 흑태자는 장 2세가 인솔한 프랑스군을 푸아티에 전투에서 격파하고 장 2세를 포로로 잡았다. 이처럼 전쟁 초기에 거둔 영국군의 일방적 승리는, 독립적 자영 농민을 주력으로 한 보병의 장궁대 전법이 프랑스의 봉건 기사군의 전법에 비해 우수하였기 때문이었다.
1359년 다시 공격을 시작한 에드워드에게 프랑스는 화의를 청하였다. 1360년 샤르트르 근교 브레티니에서 프랑스 왕가의 대표단과 협의하고 뒤에 칼레에서 푸아티에 전투에서 포로가 되었던 프랑스왕 장 2세(재위 1350년 ~ 1364년)의 서명을 얻어 발효한 휴전 조약이 브레티니-칼레 조약이다. 브레티니-칼레 조약은 푸아티에를 비롯하여 옛 앙주왕령의 잉글랜드 왕실로 귀속을 규정한 다음 제12조에서 프랑스 왕은 그 여러 영토에 대한 종주권을 행사하지 않을 것, 잉글랜드 왕은 특히 《프랑스 왕관과 왕국의 이름 및 권리에 대한 청구권》을 포기할 것을 규정하였다. 이것은 애초부터 잉글랜드 왕은 프랑스 왕관보다는 영토를 더 중요시했다는 반증이기도 하다.
프랑스는 프랑스대로 전쟁의 참화와 잉글랜드군의 약탈로 농민의 피폐가 격심하여, 1358년 농민 반란인 자크리의 난이 일어났다. 이 반란은 즉시 진압되었지만, 프랑스 왕가를 매우 심한 궁지에 빠뜨렸다. 브레티니-칼레 조약을 맺을 수밖에 없었던 뒷배경이기도 하다. 프랑스의 장 2세는 석방보상금으로 300만 크라운을 지불하는 것을 포기하고 런던에서 사망했으며, 아키텐 지방 전부와 칼레 시(市) 등의 영토를 잉글랜드에게 할양하였다. 이 당시에는 적군이라 하더라도 귀족들은 몸값을 받고 석방하는 게 보통이었다. 현대에서는 전혀 상상할 수 없지만 그 당시에는 보편화된 방식이었고, 지위와 명성이 높을수록 몸값은 비싸게 매겨졌다.
이렇게 해서 백년전쟁의 1기는 막을 내린다.

### 제2기
1364년 프랑스에서는 장 2세가 죽고 샤를 5세가 즉위하였다. 그는 내정의 정비와 재정(財政)의 재건에 착수하였으며, 아키텐의 귀족들을 선동하여 잉글랜드의 지배에 반항하게 하였으므로, 양국 사이가 다시 악화되어 마침내 전쟁이 재개되었다. 1369년 흑태자의 동생인 곤트의 존이 이끄는 잉글랜드군이 프랑스로 침입하였으나 프랑스군의 분전으로 패배하고, 잉글랜드 해군 역시 카스티야 해군과 동맹을 맺은 프랑스 해군에게 잇달아 패전하였다. 따라서 브레티니-칼레 조약에서 잉글랜드에 할양한 영토의 대부분을 탈환하고, 1375년 부르지에서 휴전 협정을 체결하였다. 이처럼 2기 초기에는 프랑스에 유리하게 진행되었다.
그 뒤 1377년 잉글랜드에서는 에드워드 3세가 죽고 리처드 2세가 왕위에 올랐으며, 프랑스에서도 1380년 샤를 5세가 죽고 그의 아들 샤를 6세가 그 뒤를 이었다. 그러나 두 왕이 모두 미성년(未成年)이었고, 특히 잉글랜드에서는 1381년 와트 타일러의 난이 일어난 데다가, 더욱이 리처드 왕의 지배에 대한 귀족의 반항까지 겹쳤기 때문에, 두 나라 사이의 전쟁은 오랫동안 중단되었다.
덕분에 앙주는 발루아 가계의 앙주 공령이 되어 브레티니-칼레 조약 체결을 주도했던 프랑스왕의 대리인인 샤를(뒤에 샤를 5세)에 이어 다시 1364년 이후에는 샤를 5세의 동생 루이의 소유령이 되었다. 브르타뉴에는 친프랑스 공가의 가계가 확립되었다. 1380년 샤를 5세가 사망한 후 샤를 6세(재위 1380년 ~ 1422년) 시대에 프랑스는 왕족 제후에 의한 왕정 후견 시대로 들어서게 되었다. 1404년 국왕고문회의의 대표 부르고뉴공 필리프의 사후, 그 아들 장과 왕의 동생 오를레앙공 루이의 불화가 표면화하여 이른바 부르고뉴파 대 아르마냐크파 대립의 국면을 맞이하였으나 샤를 5세가 확립한 왕정 방식은 그 기본구조를 무너뜨리는 일이 없이 유지되었다.
국제관계에서 주목해야 할 점은 부르고뉴 공가의 입장이었다. 플랑드르를 가령으로 한 공가는 잉글랜드에 대하여 화친정책을 취하였다. 잉글랜드 왕가측에서는 플랜태저넷 왕조 최후의 왕 리처드 2세(재위 1377년 ~ 1399년)가 프랑스에 대한 화친 방향을 모색하였다. 프랑스 왕의 딸 이사벨을 아내로 맞은 것도 그 일환이며 이를 주선한 사람이 바로 부르고뉴 공 필리프였다. 결국 프랑스에 대한 융화정책이 반대당파의 결성을 촉진하여 1399년 리처드 2세는 폐위되었다. 리처드 2세가 폐위된 후 랭커스터 가의 헨리 4세가 왕위에 올라 프랑스에 대한 전쟁을 재개하였다. 프랑스에서는 종종 정신착란을 일으키는 샤를 6세를 대신하여 국정의 실권을 장악하려고 한 귀족들이 부르고뉴파와 아르마냐크파로 나뉘어 내란 상태에 빠졌다. 부르고뉴파는 왕실을 둘러싼 아르마냐크파를 견제하기 위해 잉글랜드에 접근하게 된다. 전쟁 후반기에 잔 다르크를 잉글랜드에 팔아넘긴 것도 부르고뉴파였다.

### 제3기
백년전쟁의 마지막 시기로 분류되는 3기는 1415년에 시작되었다. 이 시기는 오를레앙과 잔 다르크로 요약될 수 있을 것이다.
1413년 헨리 4세의 뒤를 이어 잉글랜드 국왕으로 즉위한 헨리 5세는 프랑스의 내분을 이용하여 부르고뉴파와 결탁하고, 1415년 맹렬한 기세로 노르망디를 진공, 아쟁쿠르 전투에서 압도적으로 우세한 프랑스군을 대패시켜 북프랑스의 여러 도시를 탈취하였다. 헨리 5세는 이를 배경으로 1420년 트루아 조약을 맺고, 스스로 샤를 6세의 딸 카트린과 결혼함으로써 자신의 프랑스 왕위 계승권을 승인시켰다. 그러나 샤를 6세의 아들인 왕세자 샤를(샤를 7세)과 이를 지지하는 아르마냐크파는, 이와 같은 잉글랜드측의 강요를 인정하지 않은 채 중남부 프랑스에 거점을 두고 전쟁을 계속하였다. 1422년 잉글랜드의 헨리 5세와 프랑스의 샤를 6세가 잇달아 죽자 나이 어린 헨리 6세가 잉글랜드와 프랑스 두 나라의 국왕을 자칭하고 나섰고, 프랑스에서는 왕세자가 샤를 7세로서 프랑스의 왕위에 올랐음을 선언하였다.
이에 잉글랜드는 1428년 샤를 7세의 거점인 오를레앙을 포위하였다. 샤를 7세는 궁지에 몰리게 되었다. 아직 그는 정식 국왕도 아니었다. 랭스 대성당에서 대관식을 거쳐야 했으나 잉글랜드군 때문에 그러지 못한 것이다. 오를레앙은 1년여를 버티고 있었지만, 희망은 별로 없어 보였다. 샤를 7세는 오를레앙을 구원할 힘도 갖고 있지 않았다. 게다가 프랑스는 전황의 불리함 때문에 병력 동원도 쉽지 않았다. 용병이 주였던 이 당시에 프랑스의 불리한 전황은 용병을 모으기 어렵게 하는 조건이었다.
이와 같이 불리한 전황을 승전으로 전환하게 한 것은 잔 다르크의 출현이었다. 그녀는 적은 수의 프랑스 병사로 오를레앙의 잉글랜드군을 격파하였으며, 그 뒤 항상 선두에 서서 잉글랜드군을 격파하였다. 그러나 1430년에 잔 다르크는 부르고뉴파에게 체포되어 잉글랜드측으로 인도된 끝에, 1431년 루앙에서 마녀 재판을 받고 마녀로 판결되어 화형에 처해졌다. 로마 교황청은 잔 다르크에 대한 새로운 조사 위원회를 설치해서 재조사한 결과, 1456년 7월 잔 다르크에게 화형 판결을 내린 재판을 폐기하고 무효화하는 선언을 발표함으로써 그녀의 명예 역시 회복되었다. 그리고 잔 다르크는 1909년 4월 18일에야 비로소 시복되었고, 1920년 5월 16일 성인으로 시성되었다. 그리하여 잔 다르크는 이단자이자 마녀라는 혐의를 벗고 가톨릭교회의 성인이 되었다.
1429년에 샤를 7세는 정식으로 대관식을 거행하고 적법한 프랑스 국왕의 지위를 확립하였다. 따라서 샤를 6세가 영국과 맺은 트루아 조약은 효력을 상실하였다. 그러나 이 무렵 전황은 이미 프랑스 쪽으로 기울어졌으며, 수십 년간 항쟁을 계속한 부르고뉴파와 아르마냐크파도 아라스에서 화의를 맺음으로써 프랑스의 내란은 끝을 맺었다. 또 잉글랜드와 프랑스 사이에 산발적인 전투가 계속되었으나, 1444년 투르에서 휴전이 성립되었다. 그러나 잉글랜드는 프랑스 내에 멘, 보르도, 칼레, 노르망디 등의 영토를 계속 보유하고 있었다.

## 의의와 영향

### 봉건 제도의 몰락과 중앙집권화의 시작
프랑스는 장기간에 걸친 백년전쟁과 내란에 의해서 봉건 귀족 세력이 극도로 약화된 반면, 국왕의 권력이 크게 신장되었다. 샤를 7세는 자크 쾨르를 등용하여 왕실의 재정을 정비하고, 국왕의 상비군을 강화하며 귀족세력을 누르고 중앙 집권제를 추진해 나갔다.
잉글랜드에서는 전쟁이 끝난 뒤 이제는 왕위계승문제를 둘러싸고 30년간에 걸친 랭카스터 가문과 요크 가문간에 장미 전쟁(1455년 ~ 1485년)이 일어났으니, 이것은 프랑스에서 돌아온 귀족들의 생존 경쟁이었다. 그러나 30년에 걸친 전쟁은 양 가문 및 그들에게 합류한 귀족들 자신이 함께 쓰러지는 결과를 초래하여, 그만큼 귀족 세력을 약화시키고 정략결혼을 통해 장미전쟁을 수습한 헨리 7세에 의한 중앙 집권화의 기초를 제공하였다. 이와 같이 백년전쟁은 잉글랜드와 프랑스 두 나라에서 공히 왕정이 강화되고 중앙집권 체제로 발전하는 계기가 되었다는 점에서 의의를 찾을 수 있다. 특히 프랑스는 서양 봉건제도가 시작된 발원지이자 가장 완성된 형태였다는 점에서 그 의의가 더욱 크다 하겠다. 잉글랜드와 프랑스 모두 봉건 기사의 세력이 무너지고(이 부분은 화약 무기의 등장도 일조를 하였다), 농노 해방의 진전, 부르주아 계급의 대두, 왕권의 확대 등을 초래한 것이다.
그러나 전쟁 이후 두 나라의 중앙집권화의 양상은 각기 사뭇 달랐다. 잉글랜드는 1215년 마그나 카르타 이후 존재한 의회제도 덕분에 귀족 영주와 국왕의 대립 구도에서 의회와 국왕의 대립 구도 입헌군주국으로 발전한 반면, 프랑스는 전쟁 와중에 강력해진 상비군 덕분에 국왕에게 모든 권력이 집중되었던 것이다. 이러한 프랑스 상황의 상징은 삼부회다. 삼부회도 잉글랜드의 의회처럼 전쟁 비용 징수에 대해 범계층의 동의를 통해 징수할 의도로 설립되었으나, 상비군 체제와 왕권이 강화되면서 이름만 있고 더 이상 개최되지 않은 것이다. 마지막으로 삼부회가 열린 것은 17세기였고, 루이 14세 이후 한번도 개최되지 않았던 것이다. 다시 열린 것은 1789년이었고, 프랑스 대혁명으로 이어졌다.

### 프랑스인과 잉글랜드인의 형성
한편, 잉글랜드는 프랑스 내의 영토를 상실함으로써 그 이후 유럽 대륙에서 벌어지는 복잡한 문제들에 휩쓸리지 않게 되어, 독자적인 국민국가를 형성할 수 있게 되었다. 뿐만 아니라 전쟁의 공포를 피하여 기술이민들이 플랑드르로부터 영국으로 이주함으로써, 플랑드르를 능가하는 모직물 공업이 발전하게 되어 경제적 발전의 기초가 다듬어졌다.
프랑스 역시 잔 다르크로 상징되는 프랑스 인이 이 시기에 형성되었다. 사실상 그 이전에는 "잉글랜드인"이나 "프랑스인"이라는 국민 의식 같은 것은 큰 의미가 없었다고 봐야 할 것이다. 프랑스인이라는 국민감정은 이때 잉글랜드인에 대한 증오의식에서 자리를 잡아갔다.
이후에 두 나라가 손을 잡게 되는 것은 1854년 크림 전쟁이 사실상 처음이었으며, 독일 제국이 성립된 이후 두 나라는 동맹국 사이가 되었으나 민족 감정은 남아 있었다.
백년전쟁 종전 이후 잉글랜드, 프랑스, 플랑드르 지방 간의 이러한 관계는 제1차 세계 대전 당시까지도 독일이 벨기에를 침공했다는 이유로 잉글랜드가 선전포고를 하기 이르렀고, 벨기에가 네덜란드어 사용권 및 프랑스어 사용권으로 나뉘게 되었다.

## 백년 전쟁의 주요 전투
- 슬로이스 해전
- 크레시 전투
- 칼레 포위전
- 푸아티에 전투
- 아쟁쿠르 전투
- 오레 전투

## 같이 보기
- 영국-프랑스 관계
- 장미 전쟁